# 이토촌 (후쿠오카현)
이토촌(怡土村)은 후쿠오카현 이토시마군에 설치되었던 촌이다. 1955년 4월 1일 마에바루정에 편입합병되고 폐지되었다.